# Nalbant
Nalbant là một xã thuộc hạt Tulcea, România. Dân số thời điểm năm 2002 là 2830 người.